# Cupcake
A cupcake (tükörfordításban: csészetorta; másként: tortácska, minitorta) kis, egy adagos, muffinhoz hasonló sütemény, amit vékony papír- vagy alumíniumformában lehet kisütni. Akárcsak a rendes tortáknál, a krémbevonat, cukormáz és más tortadekorációk, mint például a cukordíszek itt is felhasználhatók.

## Történelem
A cupcake-ről szóló első bejegyzés 1796-ból van, amikor Amelia Simmons American Cookery című könyvében egy receptben hivatkozott egy „kis bögrékben sütött süteményre”. A legkorábbi megemlítése a „cupcake” szónak 1828-ban történt meg, az Elisa Leslie által írt receptkönyvben, a „Seventy-five Receipts for Pastry, Cakes and Sweetmeats”-ben.

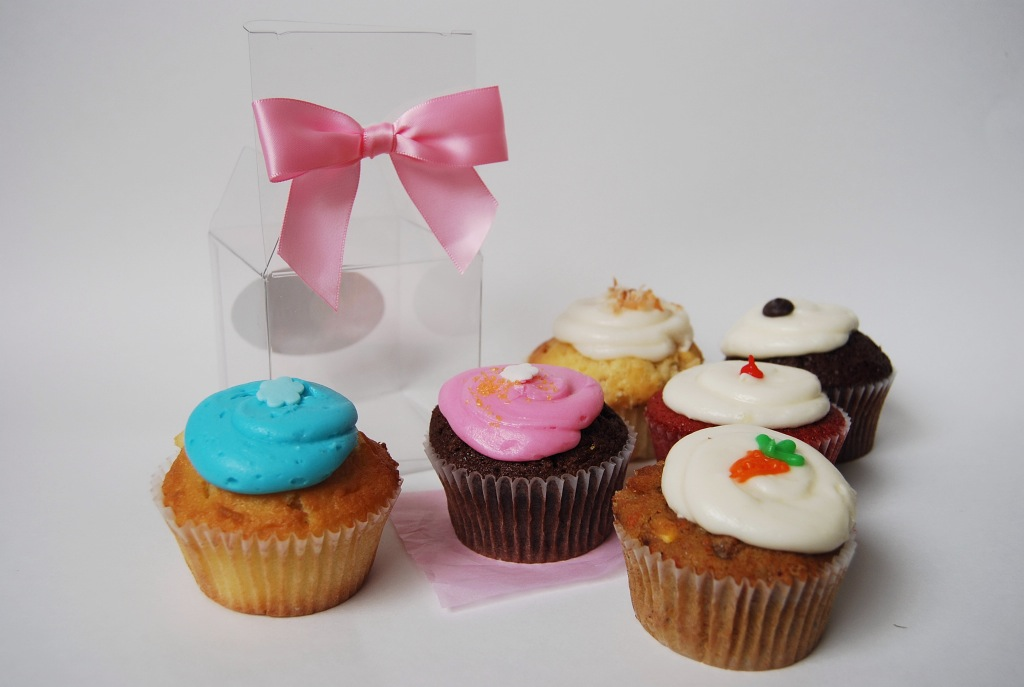

A korai 19. században még két különböző jelentése volt a „cup cake” vagy „cupcake” szónak. Az ez előtti századokban, mielőtt a muffin sütőformák széles körben elterjedtek volna, a tortácskákat gyakran sütötték meg kerámiabögrékben, szuflé tálakban vagy formákban és a nevüket a bögrékről kapták, amikben sütötték őket. A név e használata megmaradt, és a „cupcake” szót most már minden kis tortára használják, ami teáscsésze méretű. Angolul a cupcake-et „fairy cake”-nek, azaz „tündérsüteménynek” is nevezik. A „tündérsütemény” egy különös hivatkozás a méretére, ami pont elég lenne egy csapat apró tündérnek. Az angol „tündérsütik” sokkal változatosabbak méreteikben, mint az amerikai cupcake-ek, mert azok hagyományosan kisebbek és ritkábban van rajtuk cukormáz.
A másik fajta „cup cake” (magyarul: „bögre torta”) azt a tortát jelentette, aminek a hozzávalóit arányokkal lehet kimérni, egy normál-méretű bögre segítségével, ahelyett, hogy mérleget használnánk. Azoknál a recepteknél, amiknek a hozzávalóit egy normál-méretű bögrével mérhetjük, ugyancsak kisüthetők bögrékben, habár tipikusan formákban sütötték meg. A későbbi évek során, amikor a konyhai mérlegek a legtöbb konyhában használatossá váltak, ezek a receptek 1234-torta vagy „négyes torta” (angolul: quarter cake) néven váltak ismertté, mert 4 hozzávalóból készíthetők el, ezek a hozzávalók a következők: 1 bögre vaj, 2 bögre cukor, 3 bögre liszt és 4 tojás. Ez egy egyszerű tortalap recept, de valahogy kevésbé tömör és kevésbé drága mint egy igazi egyensúlytészta, ami annak köszönhető, hogy fele annyi vaj és tojás kell hozzá.

## Cupcake receptek
Az alap cupcake-hez ugyanazok a hozzávalók kellenek, mint normál méretű tortákhoz: vaj, cukor, tojás és liszt. Majdnem minden piskótarecept felhasználható cupcake sütéshez. A tészta, amit a cupcake-ek elkészítéséhez használunk ízesítve lehet a tésztába kevert egyéb alapanyagokkal, például mazsolával, mogyoróval, mandulával, dióval vagy csokoládédarabokkal.
A kis méretük miatt a hatékony hőfelvétel miatt, a cupcake-ek sokkal gyorsabban megsülnek mint a sima tortalapok.
A cupcake-ek tetejére cukormázat, krémet vagy más tortadekorációs elemeket is tehetünk. Meg lehet tölteni krémmel vagy pudinggal is. A cukrászok, akik kisszámú töltött cupcake-et csinálnak, általában úgy töltik meg a tortácskát, hogy egy kanál vagy kés segítségével egy apró lyukat készítenek a cupcake tetejére, és azon keresztül töltik meg a süteményt. A nagyobb cukrászdákban, a tölteléket habzsákkal juttatják be a tortácskába. Az ízlésesen, különlegesen dekorált cupcake-eket alkalmakra is el lehet készíteni.

### Variációk
- A „bögrés süti” egy változata a cupcake-nek, ami nagyon sok internetes fórumon és levelezőlistán elterjedt. A recept szerint egy bögrében sül a sütemény, a mikrohullámú sütőben. Ez a fajta sütemény körülbelül 5 perc alatt elkészíthető.
- A „pillangó torta”[4][5] egy másik változata a cupcake-nek. Ezt bármilyen ízű piskótából készíthetjük. A tortácska tetejét levágjuk vagy kikanalazzuk, majd félbevágjuk. Ez után vajas krémet, tejszínhabot vagy más édes tölteléket (például lekvárt) teszünk a lyukba. Végül a két félbevágott fedelet a krémbe nyomva a tetejére tesszük, mintha egy pillangó szárnyai lennének. A szárnyai a tortának gyakran különböző mintájú cukormázzal díszítettek.
- Az ízlésesen, különlegesen díszített cupcake-eket különleges alkalmakra is készíthetők, mint például ballagásra, eljegyzésre, lánybúcsúkra vagy egyéb ünnepekre.[6]
- A sütinyalóka egy egyadagos torta, ami 2012-ben vált ismertté Magyarországon. Ez a fajta sütemény kerek mint egy csokoládé trüffel, és be van vonva csokoládémázzal. A sütinyalókák alapja mindig valamilyen sűrű, lehetőleg kevert tészta összetörve és összekeverve sajtkrémmel vagy mascarponével és olvasztott vajjal, az összeállítás után már nem kell sütni.
- A gourmet cupcake egy nemrégen megjelent változata a cupcake-nek. A gourmet cupcake-ek nagy és töltött cupcake-ek, különböző ízvilágok köré vannak csoportosítva, mint például a Tiramisu vagy a Cappucino. Az elmúlt évek során sok új üzlet jelent meg a nagyvárosi környékeken, ahol csak gourmet cupcake-et árusítanak.

## Sütőformák és papírformák

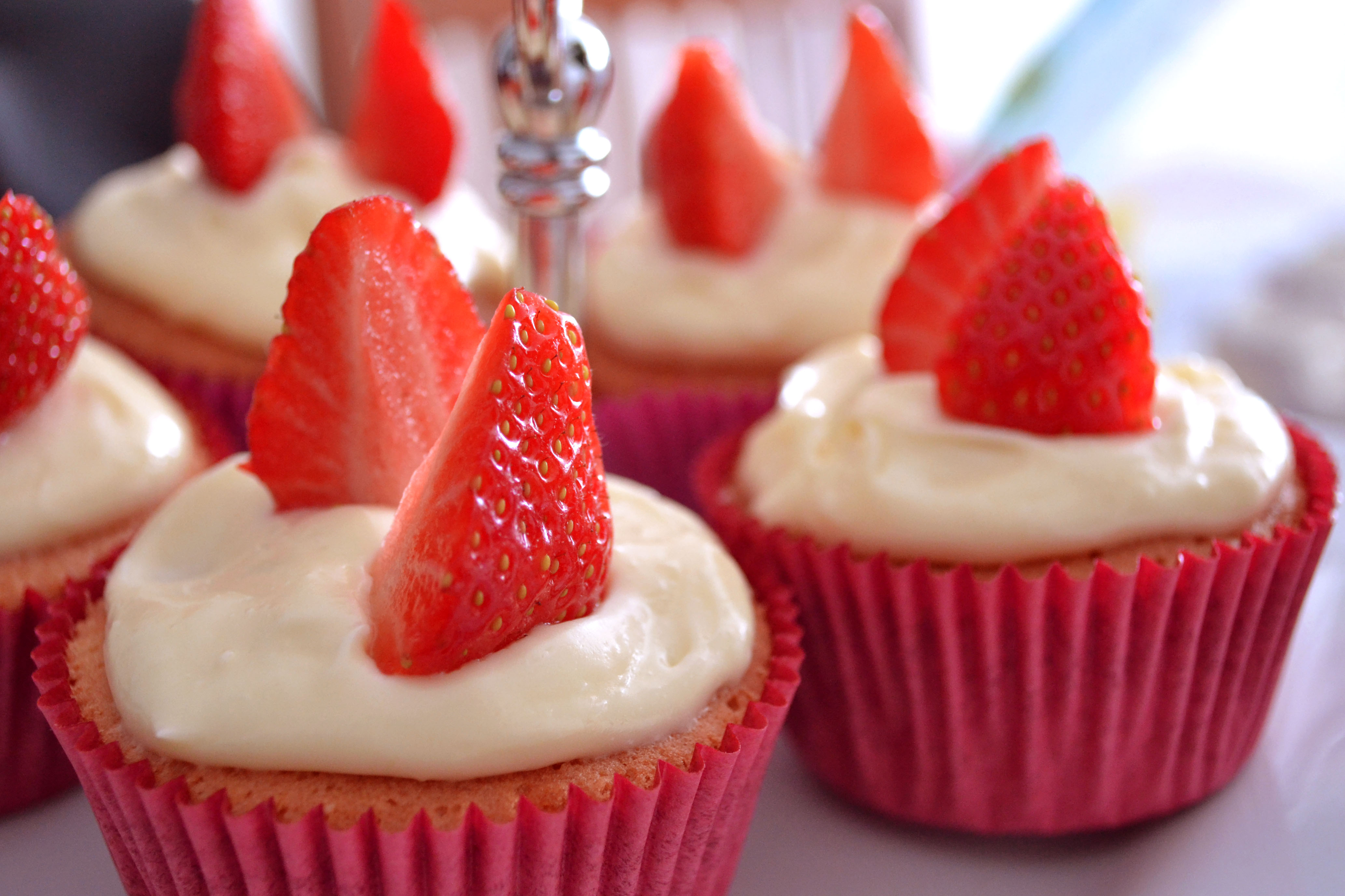

Eredetileg a cupcake-eket kerámiabögrékben sütötték készre. Néhány pék a mai napig különálló kis formákban, kis kávéscsészékben, nagy teáscsészékben vagy más kis hőálló kerámiatálakat használ a cupcake-ek megsütéséhez.
A cupcake-eket általában muffin-formákban sütik. Ezek a formák leggyakrabban fémből készülnek, és lehet rajtuk tapadásgátló bevonat, és általában 6 vagy 12 bemélyedés található rajtuk. Ezen kívül készülhetnek kerámiából, sőt szilikonos forma is létezik. A bemélyedések átlagosan 76 mm átmérőjűek, és 110 grammosak, habár léteznek mini és nagyobb muffin-formák is. Különleges formájú sütők vannak sokféle formában és méretben.
Különálló papírkosárkákat, azaz muffin-papírokat is lehet használni a sütéshez. Ezek tipikusan kör alakú sütőpapír darabok, hajtogatott szélekkel. Ezek a papírkosárkák megkönnyítik a cupcake kivételét a formákból sütés után, nedvesen tartják a süteményt, és így kevésbé kell tisztítani a sütőformát. A papírformák használata akkor is nagyon javasolt, egészségügyi szempontból főként, amikor kézről kézre adogatják a cupcake-eket. Akárcsak a sütőformáknál, a papírkosárkákból is számtalan méret létezik, a miniatűrtől az óriásig.

## Cupcake üzletek

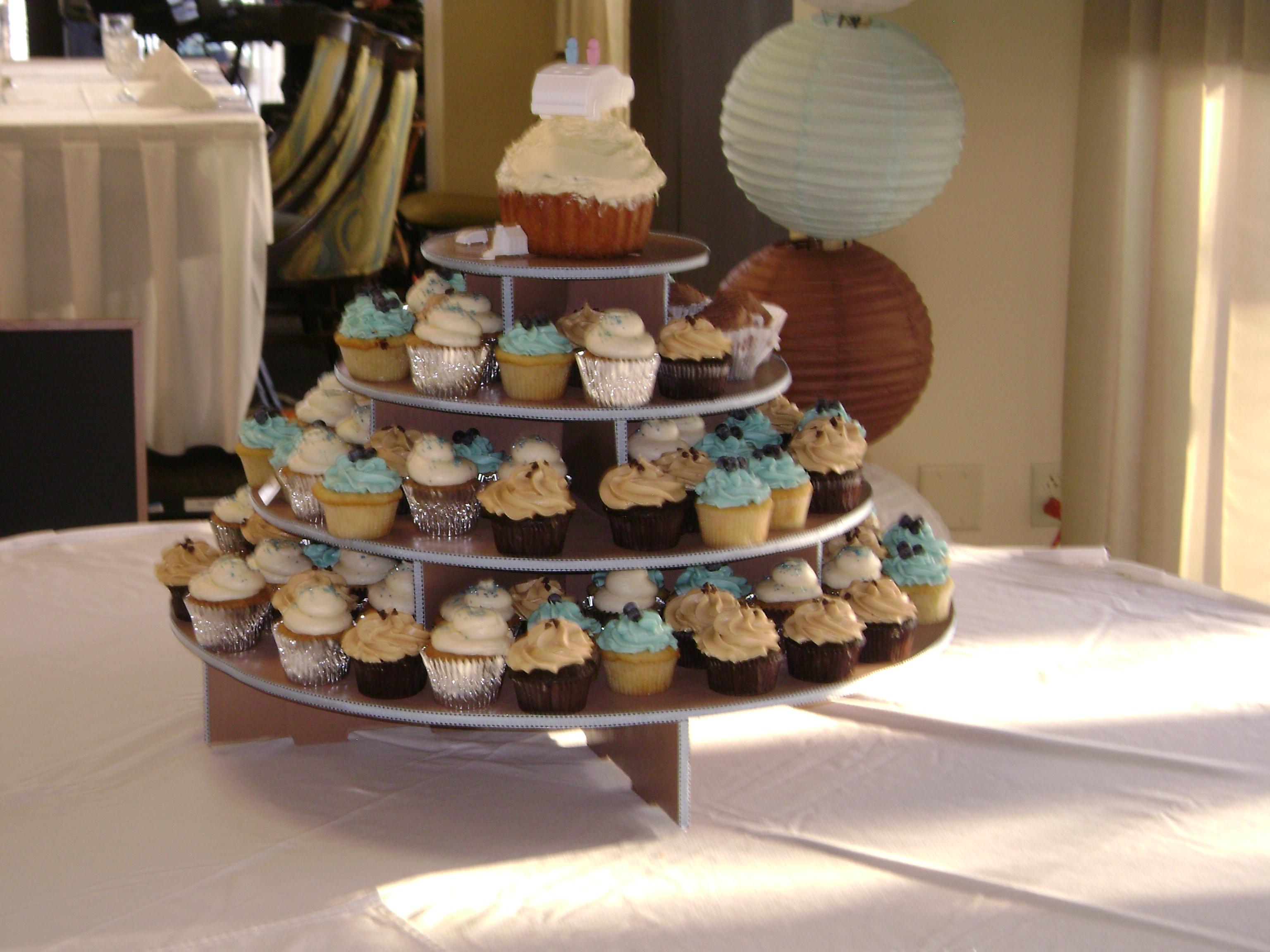

A 21. század elején az Egyesült Államokban divattá váltak a cupcake üzletek, amik speciális cukrászdák, ahol csak cupcake-et vagy esetleg néhány más dolgot is árulnak. Ez a jelenség az amerikai sorozatok miatt válhatott újra népszerűvé, ilyen volt például az HBO által sugárzott Szex és New York, ahol például a Magnolia Bakery nevű cupcake üzlet jelent meg. A 2 Broke Girls című amerikai sitcomban is a két főhős álma, hogy egy cupcake üzletet nyissanak, tehát összességében elmondható, hogy a kultúra részévé vált.